# Ziemnice (Basse-Silésie)
Pour les articles homonymes, voir Ziemnice.
Ziemnice est une localité polonaise de la gmina de Kunice, située dans le powiat de Legnica en voïvodie de Basse-Silésie.